# Lượng (kim hoàn)
Trong ngành kim hoàn của một số nước Á Đông, lượng hay cây (dân dã) là đơn vị đo khối lượng của kim loại quý, tiêu biểu nhất là vàng và bạc.
Đơn vị này vốn xuất hiện từ rất lâu và tương đối gần gũi với đơn vị lạng, vốn thông dụng trong các hoạt động khác ngoài kim hoàn.

## Quy đổi

### Việt Nam
Tại Việt Nam, 1 lượng tương ứng với 37,5 g. 1 chỉ bằng ⅒ lượng và 1 phân bằng ⅒ chỉ.

### Trung Quốc
Tại Trung Quốc, 1 lượng tương ứng với 50 g. Trước năm 1959, 1 lượng Tàu bằng 31,25 g.

### Hồng Kông & Singapore
Tại Hồng Kông và Singapore, 1 lượng là 37,79936375 g, tương đương với 1 + ⅓ ounce avoirdupois. Theo đó, 1 kg bằng 26,455 lượng Hồng Kông.

### Đài Loan
Tại Đài Loan, 1 lượng (金衡兩 tức kim hành lượng) là 37,429 g, tương đương khoảng 1,2 troy ounce.